# Ісурца
Ісурца, Ісурса (баск. Izurtza (офіційна назва), ісп. Izurza) — муніципалітет в Іспанії, у складі автономної спільноти Країна Басків, у провінції Біская. Населення — 258 осіб (2009).
Муніципалітет розташований на відстані близько 320 км на північ від Мадрида, 26 км на південний схід від Більбао.

## Демографія
Динаміка населення (INE ):

## Галерея зображень

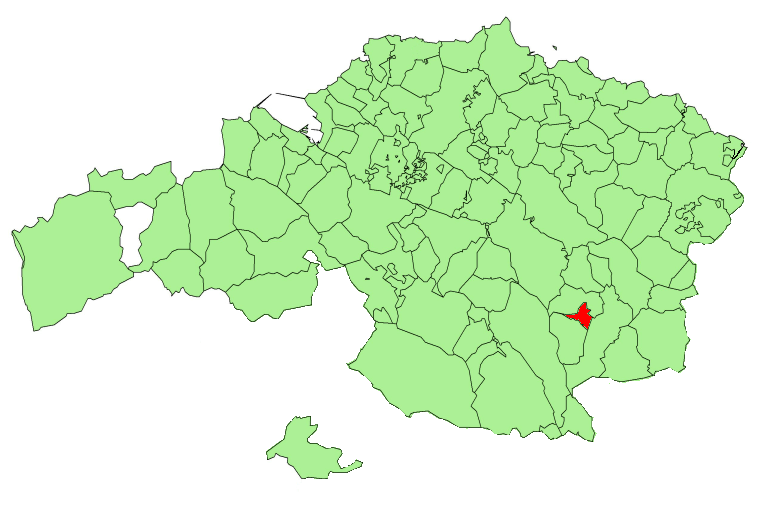
Розташування муніципалітету
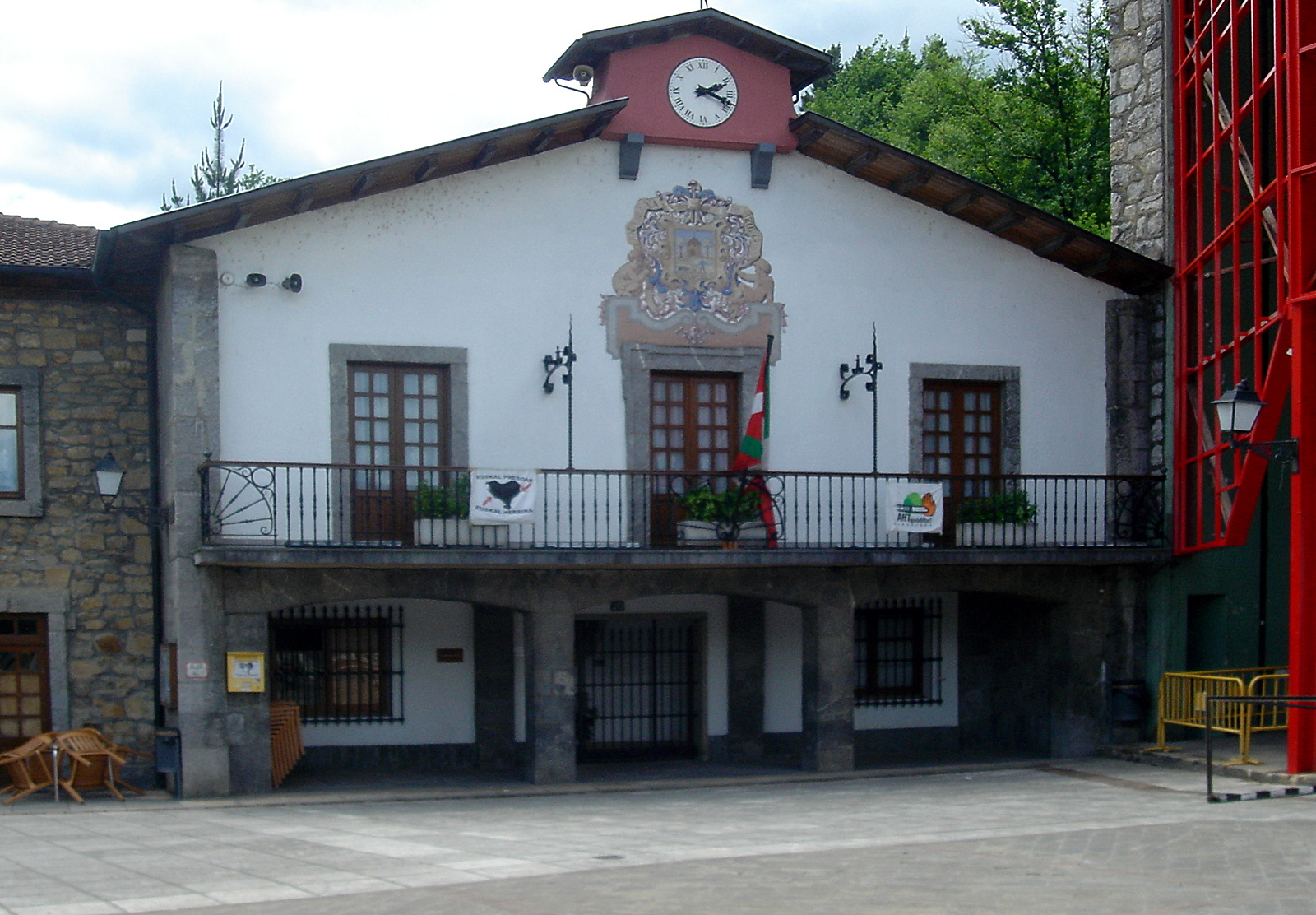
Муніципальна рада
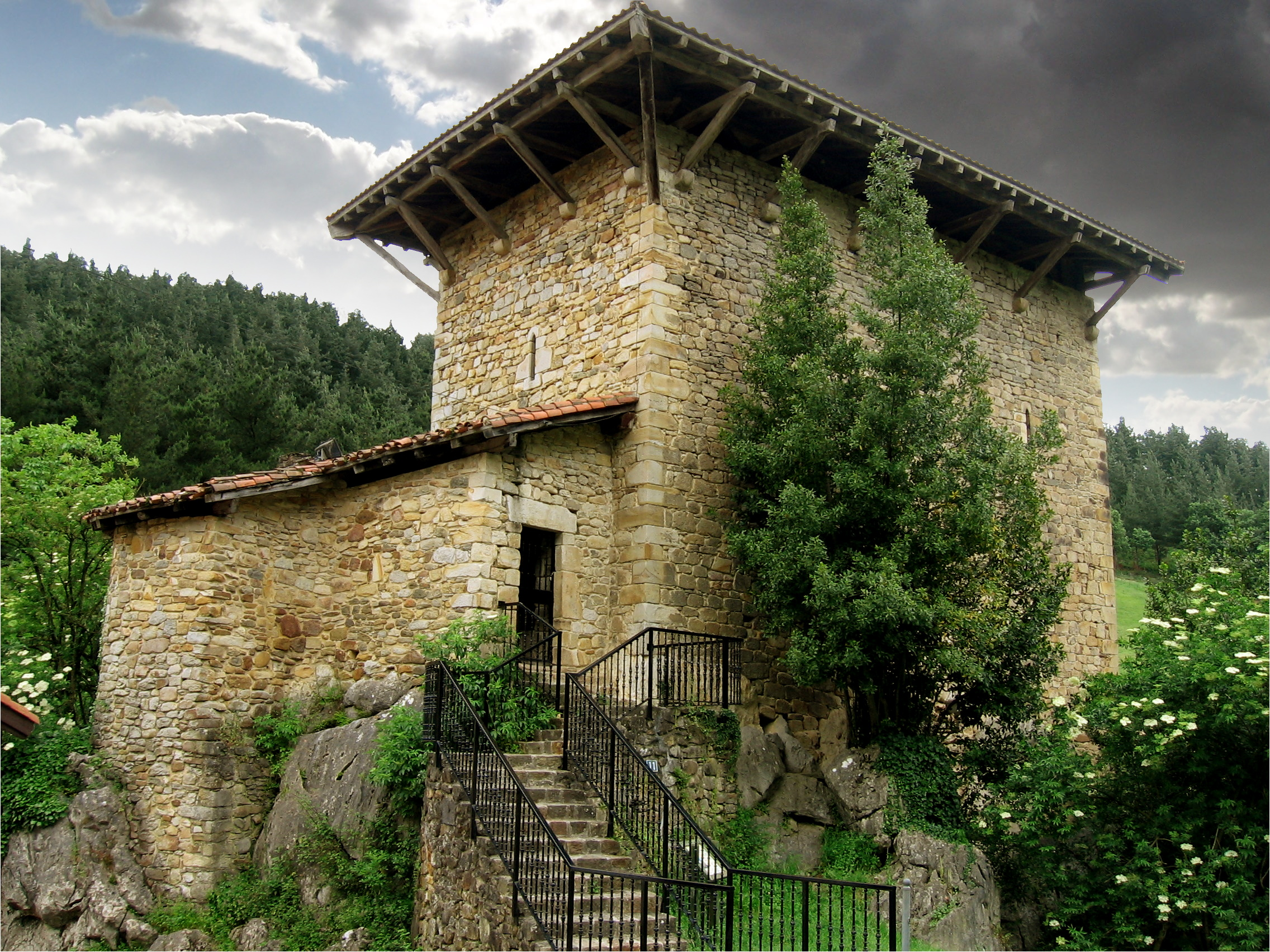
Вежа Ечабуру